# Aşubcan Kadın
Aşubcan Kadin (Turco ottomano: آشوب جان قادین, lett. "spirito dell'ape regina"; Bulgaria, c. 1793 – Istanbul, 10 giugno 1870), anche nota come Aşubican Kadin, è stata una consorte del sultano ottomano Mahmud II.

## Biografia
Nata intorno al 1793 e figlia di un delegato bulgaro, Aşubcan Kadin, anche nota come Aşubican Kadin, entrò nell'harem del sultano ottomano Mahmud II all'inizio del 1808. Le venne inizialmente assegnato il titolo di "Quinta Kadin", ovvero quinta consorte. Gli diede tre figlie: la prima, Ayse Sultan, nel luglio 1809 e morta neonata nel febbraio 1810, la seconda, Saliha Sultan, il 16 giugno 1811, alla cui tradizionale cerimonia di nascita, organizzata nell'harem imperiale, parteciparono la madre di Mahmud, le varie mogli e le sorelle. In questa occasione la madre di Mahmud, la Valide Sultan Nakşidil, offrì ad Aşubcan dei regali. La terza figlia, Şah Sultan, nacque il 22 maggio 1812 e morì a due anni e mezzo nel settembre 1814.
Fu poi elevata al titolo di "Quarta Kadin", e più tardi al titolo di "Terza Kadin" e infine "Seconda Kadin".
Dopo la morte di Mahmud nel 1839, suo figlio con Bezmialem Kadin, Abdülmecid I, salì al trono. Aşubcan si trasferì palazzo sul lungomare di Beşiktaş, e successivamente nel palazzi Çamlıca, e poi nel Palazzo Maçka. Nel 1843 morì anche la sua unica figlia sopravvissuta. Nel 1861, dopo la morte di Abdülmecid, salì al trono il suo fratellastro, Abdul Aziz, figlio di Mahmud II e Pertevniyal Kadin. Aşubcan scrisse spesso lettere ad entrambi i suoi figliastri, e loro, che la rispettavano, le fecero spesso visita.

## Morte
Aşubcan morì il 10 giugno 1870, e fu sepolta nella Türbe (mausoleo) di Mahmud II, situata in Divan Yolu, nella moschea Fatih.

## Discendenza
Da Mahmud II, Aşubcan ebbe almeno tre figlie:
- Ayşe Sultan (5 luglio 1809 - febbraio 1810). Sepolta nella moschea Nurosmaniye.[9]
- Saliha Sultan (16 giugno 1811 - 7 febbraio 1843). Sposata una volta, ebbe due figli e una figlia.[9]
- Şah Sultan (22 maggio 1812 - settembre 1814). Sepolta nella Moschea di Nuruosmaniye.[3]

## Cultura di massa
- Nella serie televisiva turca storica Kalbimin Sultanı del 2018, Aşubcan è interpretata dall'attrice turca Açelya Devrim Yılhan.[10]